# Miron Władimirow
Miron Konstantinowicz Władimirow (Szejnfinkel) (ros. Мирон Константинович Владимиров (Шейнфинкель); ur. 15 listopada 1879 w Chersoniu, zm. 20 marca 1925 w Moskwie (według innych informacji k. Genui we Włoszech) – ludowy komisarz finansów RFSRR (1923-1924).

## Życiorys
W 1898 skończył chersońską szkołę rolniczą, w 1903 wstąpił do SDPRR, został aresztowany i w sierpniu 1907 skazany na zesłanie na Syberię, w maju 1908 zbiegł za granicę. W 1917 wrócił do Rosji i wstąpił do SDPRR(b), w listopadzie 1917 był komisarzem Piotrogrodzkiego Komitetu Wojskowo-Rewolucyjnego w Miejskim Aprowizacyjnym Wymiarze Sprawiedliwości, od grudnia 1917 członek Kolegium Ludowego Komisariatu ds. Żywności RFSRR, przewodniczący Piotrogrodzkiego Aprowizacyjnego Wymiaru Sprawiedliwości.
Od kwietnia 1918 nadzwyczajny komisarz Wszechrosyjskiej Komisji Ewakuacyjnej, w 1919 członek Rady Wojskowo-Rewolucyjnej 1 Armii Ukraińskiej, od 19 czerwca do 27 sierpnia 1919 członek Rady Wojskowo-Rewolucyjnej Frontu Południowego (brał udział w walkach przeciw armiom Piotra Krasnowa i Antona Denikina), od czerwca do grudnia 1919 przewodniczący Specjalnej Komisji Aprowizacyjnej Frontu Południowego. Od 10 stycznia do 19 czerwca 1920 członek Rady Wojskowo-Rewolucyjnej Frontu Południowo-Zachodniego, od 12 października do 10 grudnia 1920 członek Rady Wojskowo-Rewolucyjnej Frontu Południowego (przeciw Piotrowi Wranglowi), od października 1920 do listopada 1921 ludowy komisarz ds. aprowizacji Ukraińskiej SRR, 1921-1922 ludowy komisarz rolnictwa Ukraińskiej SRR. Od 14 grudnia 1921 do 4 kwietnia 1923 zastępca członka KC KP(b)U, od stycznia 1922 członek Kolegium Ludowego Komisariatu Finansów RFSRR, od lipca 1923 do 29 grudnia 1924 ludowy komisarz finansów RFSRR i jednocześnie od lipca 1923 do listopada 1924 zastępca ludowego komisarza finansów ZSRR, od 31 maja 1924 do śmierci zastępca członka KC RKP(b), od listopada 1924 do śmierci zastępca przewodniczącego Najwyższej Rady Gospodarki Narodowej ZSRR.
Pochowany na Placu Czerwonym przy Murze Kremlowskim.